# شهرستان سولیوان (پنسیلوانیا)
شهرستان سولیوان، پنسیلوانیا (به انگلیسی: Sullivan County, Pennsylvania) شهرستانی در ایالات متحده آمریکا است که در پنسیلوانیا واقع شده‌است.

## خصوصیات
شهرستان سولیوان ۱٬۱۷۰٫۶۸ کیلومترمربع مساحت دارد.